# Rudolf Maria von Rohrer

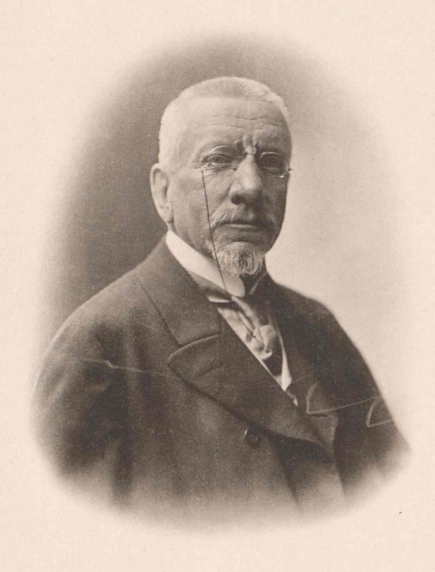
Rudolf Maria von Rohrer

Rudolf Maria Rohrer, ab 1914 Rudolf Maria Ritter von Rohrer (* 6. September 1838 in Brünn; † 6. Dezember 1914 ebenda) war ein Buchdrucker, Verleger und Politiker in der Österreichisch-Ungarischen Monarchie.

## Leben
Rudolf Maria Rohrer war ein Sohn des Verlegers Rudolf Rohrer und dessen Ehefrau Hedwig geborene Ott (1813–1852). Er verlor schon als Kleinkind seinen Vater und als Jugendlicher seine Mutter, die bis zu ihrem Tod die 1786 von Joseph Georg Traßler gegründete familieneigene Druckerei unter dem Namen „Rudolf Rohrers sel. Witwe“ fortgeführt hatte. Rudolf Maria Rohrer besuchte das Gymnasium und arbeitete nebenbei ab 1852 als Praktikant in der eigenen Druckerei. In den Jahren 1855 und 1856 besuchte er die Technische Hochschule seines Geburtsorts, von 1857 bis 1859 vervollständigte er seine Ausbildung in Betrieben in Troppau, Wien, Magdeburg, Osnabrück und Prag. Ab 1860 hatte er die technische Leitung seines ererbten Unternehmens inne, im Jahr darauf übernahm er auch die Gesamtleitung. Ab 1887 war auch sein Sohn Rudolf in der Rohrerschen Druckerei tätig, die sich zu einer der größten und bekanntesten Druckereien und Verlagsanstalten des Landes entwickelte. Unter anderem war sie auf den Weltausstellungen 1873 in Wien und 1878 in Paris vertreten und wurde dort gewürdigt und ausgezeichnet. 1874 wurde er Ehrenmitglied der Burschenschaft Arminia Brünn.
Rohrer verlegte neben historischen, heimat- und wirtschaftskundlichen auch belletristische Werke, ferner Fachzeitungen und offizielle Druckwerke. Außerdem druckte er zahlreiche Bücher für Wiener und deutsche Verlage. Rudolf Rohrer der Jüngere fügte dem Familienunternehmen noch die Druckerei und den Verlag Friedrich Irrgang hinzu, bei dem der Tagesbote aus Mähren und Schlesien erschien. 1905 zog das Unternehmen in ein neues Gebäude um.
Rudolf Maria Rohrer betätigte sich auch politisch und trat im öffentlichen Leben hervor. Er war zeitweise Vizebürgermeister seiner Heimatstadt Brünn und mährischer Landtagsabgeordneter. In der Handels- und Gewerbekammer übernahm er leitende Funktionen, ebenso im Bezirksschulrat und im Brünner Turnverein. Ferner gehörte er zu den Gründern des Mährischen Gewerbevereins. Er gründete den Österreichischen Feuerwehr-Reichsverband, dessen Vorsitzender er zeitweise war, sowie die Österreichische Verbands-Feuerwehr-Zeitung und wurde Obmann der Brünner Turnerfeuerwehr.
1914 wurde Rudolf Maria Rohrer in den Ritterstand erhoben. Im selben Jahr starb er. Sein Sohn Rudolf war bereits 1913 verstorben. Dessen Witwe Margarethe Rohrer geb. Krackhardt (* 13. November 1870 in Brünn, † 16. Jänner 1926 in Wien) übernahm den Druckereibetrieb. Zusammen mit ihrem Sohn Friedrich Karl Ernst Rohrer (* 14. Mai 1895 in Brünn, † 26. April 1945 in Sankt Anton am Arlberg) führte sie die Übersiedlung des Unternehmens, als Zweigniederlassung, nach Niederösterreich herbei, indem sie 1920 die Druckerei Johann Wladarz in Baden bei Wien pachtete und von da an als Rudolf M. Rohrer vorm(als) Joh(ann) Wladarz firmierte; 1924 erfolgte der Kauf.

## Ehrungen
- 1892: Franz-Joseph-Orden, Ritterkreuz
- 1908: Orden der Eisernen Krone, III. Klasse
- 1914: Nobilitierung

Er war Ehrenbürger zahlreicher Gemeinden.